# Alla Gorska
Alla Horska (en ucraniano: Алла Горська; 18 de septiembre de 1929, Yalta, República Socialista Soviética de Crimea, RSFS de Rusia, URSS - 28 de noviembre de 1970, Vasylkiv, Óblast de Kiev, RSFS de Ucrania, URSS) fue una destacada pintora monumentalista. 
Fue activista del movimiento por los derechos humanos durante los años 60 en Ucrania.  Y durante este tiempo luchó persistentemente contra el régimen totalitario soviético, haciendo importantes contribuciones al desarrollo y preservación de la cultura e identidad ucranianas. Murió asesinada a manos de la KGB a la edad de 41 años en Ucrania.

## Biografía

### Infancia y familia
Alla Horska nació el 18 de septiembre de 1929 en Yalta, en aquel entonces formaba parte de la República Socialista Soviética Autónoma de Crimea.  Su padre era, Oleksandr Horskyi, fue un destacado director y organizador de la producción cinematográfica soviética.
La madre de Horska, Olena Bezsmertna, trabajó como cuidadora en sanatorios infantiles de Yalta y más tarde como diseñadora de vestuario en Leningrado.
Por el trabajo de su padre, ella y su familia se trasladaron, en 1932, a Moscú y posteriormente a Leningrado (hoy San Petersburgo).
Durante la guerra soviético-finlandesa, Alla, que por aquel entonces tenía 11 años, junto con su madre y su hermano Arsen, que era 10 años mayor, se enfrentaron a la guerra en Leningrado. Arsen era hijo de la madre de Alla y de su primer marido, que murió en la guerra de Ucrania entre 1918 y 1919. Alla y su madre sobrevivieron dos inviernos bloqueados en Leningrado y fueron evacuadas a Almaty en el verano de 1943. Arsen murió durante la guerra en 1943.
A finales de 1943,se establecieron en el centro de Kiev, de nuevo por el trabajo de su padre para dirigir el Estudio Cinematográfico de Largometrajes de Kiev.

### Educación

#### 1946-1948
Entre 1946 y 1948, Alla Horska estudió en la Escuela Secundaria de Arte de Kiev, graduándose con medalla de oro. Entre sus profesores de arte estuvo  Volodymyr Bondarenko, un antiguo alumno de Fedir Krychevsky.

#### 1948-1954
Durante este período, Horska estudió en el Instituto Estatal de Arte de Kiev, en el taller de Serhiy Hryhoriev. Fue durante sus estudios que conoció a su futuro marido, Viktor Zaretsky

### Actividad
Dos años después de completar su formación artística, Alla Horska comenzó su carrera en la pintura monumentalista. Durante su vida, viajó a menudo al Donbass con su marido y en 1959 fue admitida en la Unión de Artistas de la URSS por su serie de pinturas sobre la industria minera.
Durante el deshielo de Jruschov,  junto con la joven generación de intelectuales creativos en Kiev a principios de los años 1960, Alla Horska participó activamente en el proceso de resurgimiento de la cultura ucraniana. Fue en este periodo que hizo una transición consciente hacia el idioma ucraniano, ya que al criarse en una familia de habla rusa, nunca había estudiado ucraniano en la escuela. Tuvo que empezar a aprender el idioma desde cero, bajo la guía de la periodista y figura pública Nadiya Svitlychna.

A principios de la década de 1960, Alla Horska, junto con Viktor Zaretsky, Vasyl Stus, Vasyl Symonenko e Ivan Svitlychny, organizaron el Club Juvenil Creativo "Suchasnyk" en Kiev. Además de ellos, también participaron Ivan Drach, Yevhen Sverstiuk, Iryna Zhylenko, Mykhailyna Kotsiubynska, Mykola Vinhranovsky, Les Tanyuk e Ivan Dziuba. En este club se organizaban debates, veladas artísticas, exposiciones, se autopublicaban  ("samvydav") y se brindaron apoyo moral y material.
Las actividades de "Suchasnyk" se extendieron más allá de los eventos literarios. Junto con Vasyl Symonenko y Les Tanyuk, Alla descubrió las fosas de miles de víctimas de la NKVD (cementerios de Bykivnia, Lukyanivske y Vasilkivske). Inmediatamente comunicaron sus hallazgos al Ayuntamiento de Kiev. Fueron unos niños que jugaban al fútbol con un cráneo humano con un agujero en la nuca quienes ayudaron a hacer este descubrimiento.
En 1964, Alla Horska, junto con Opanas Zalyvakha, Lyudmyla Semykina, Halyna Sevruk y Halyna Zubchenko, crearon la vidriera "Shevchenko. Madre" en el vestíbulo del edificio principal de la Universidad de Kiev. Representaba a un poeta con una mujer apoyada en él, simbolizando a la Madre Ucrania. Sin embargo, poco antes de su inauguración, por orden de la dirección del partido, la administración de la universidad destruyó la obra, una comisión había clasificado la vidriera como ideológicamente hostil y profundamente incompatible con los principios del realismo socialista.
Después de este incidente, Horska y Semykina fueron expulsadas del sindicato de artistas, aunque fueron readmitidas un año después.
En 1965, muchos de los amigos de Horska habían sido arrestados. Este período marcó el inicio de su activismo en el movimiento de oposición. Tras regresar de los campos, los activistas de derechos humanos recurrieron a ella en busca de apoyo, a veces incluso alojándose en su apartamento en Kiev.
En 1965-1968 participó en protestas contra la represión de los activistas de derechos humanos ucranianos: Bohdan y Mykhailo Horyn, Opanas Zalyvakha, Sviatoslav Karavansky, Valentyn Moroz, Vyacheslav Chornovil y otros. Por esta razón fue perseguida por los servicios de seguridad soviéticos.
En 1968, Alla Horska se unió a la firma de una carta pública dirigida a Leonid Brezhnev, Oleks Kosygin y Mykola Pidgorny, conocida como "Carta de protesta 139". La carta, escrita en un tono moderado y tolerante, exigió el fin de la práctica de procesos políticos ilegales y llamó la atención sobre el alejamiento de las decisiones del XX Congreso del PCUS y las violaciones de la ley socialista. Aquellos que firmaro la carta sufrieron represión y  Alla Horska fue expulsada de la Unión de Artistas por segunda vez y se vigilaban sus movimientos las 24 horas, recibiendo llamadas amenazantes e intimidación en plena calle.
En 1970, Alla Horska fue citada a Ivano-Frankivsk para ser interrogada por caso de detención de Valentyn Moroz, pero ella se negó a responder a ninguna pregunta. Varios días antes de su asesinato, escribió una carta protesta al Tribunal Supremo de la República Socialista Soviética de Ucrania por la ilegalidad y crueldad del veredicto.

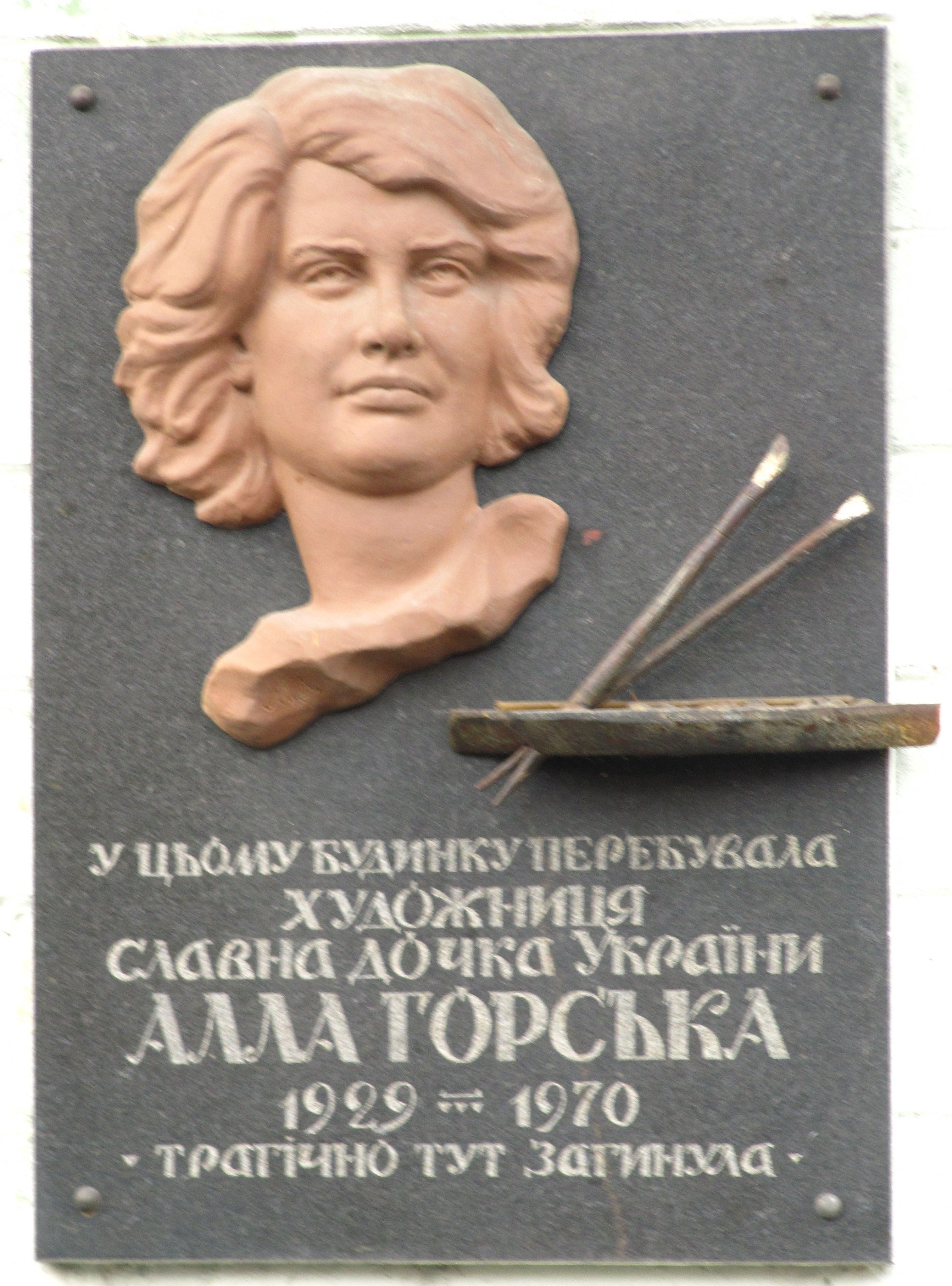
Placa conmemorativa en la casa de Vasylkiv donde fue asesinada Horska

### Muerte
Alla Horska fue asesinada en 1970 mientras estaba bajo vigilancia del KGB. Su funeral tuvo lugar el 7 de diciembre de 1970.
El 28 de noviembre de 1970, Alla Horska había ido a la ciudad de Vasylkiv, cerca de Kiev, para recoger una máquina de coser de su suegro y nunca regresó. Varios días después, su cuerpo fue encontrado en la casa de su suegro, Ivan Zaretsky. La causa de la muerte fue un traumatismo contundente causado por un martillo. El cuerpo de su suegro mutilado fue encontrado en las vías del tren el 29 de noviembre. 
La causa oficial de los hechos: el suegro, por animadversión personal, mató a su nuera y luego se suicidó arrojándose a las vias de un tren. El caso penal se cerró en el plazo de un mes.
Sólo 38 años después, los Archivos Estatales del Servicio de Seguridad de Ucrania desclasificaron el llamado Fondo 16, que contenía documentos relacionados con el caso del asesinato de Alla Horska (muchos materiales fueron destruidos en 1990). Estos documentos fueron procesados y publicados en 2010 por el hijo de Alla Horska, lingüista, culturólogo e investigador del trabajo de sus padres, Oleksiy (Oles) Zaretsky. Dichos documentos demostraban inequívocamente que el asesinato de la activista de derechos humanos fue planeado y organizado por los servicios de seguridad. Las autoridades querían enterrar a Alla Horska en el cementerio de Baikove, pero no se lo permitieron y la obligaron a ser enterrada en el cementerio de Berkivtsi.

## Arte
Alla Horska creó decenas de obras: mosaicos, murales, vidrieras, etc.
 Dejó un legado artístico significativo, que incluye una serie de retratos de figuras ucranianas de la década de 1960: Ivan Svitlychny, Vasyl Symonenko, Yevhen Sverstyuk, pinturas como "Alfabeto" y "Autorretrato con hijo", así como composiciones monumentales como "Árbol de la vida" en Mariupol (junto con otros autores), "Mujer pájaro" y "Prometeo" en Donetsk (junto con otros autores), el panel de mosaico "Bandera de la victoria" en el museo "Joven Guardia" en Krasnodon (junto con otros autores), y otros.
Tras graduarse en la universidad, participó activamente en la vida artística del país: expuso sus obras en diversas exposiciones (en 1957, en tres, incluyendo la Exposición Internacional de Bellas Artes y Artes Aplicadas en el marco del VI Festival Mundial de la Juventud y los Estudiantes en Moscú); también cumplió encargos del Ministerio de Cultura de la República Socialista Soviética de Ucrania (en 1957, el cuadro "Mi Donbás"; en 1959, un retrato grupal de la brigada obrera comunista dirigida por P. Polshchykov).
Durante el período de 1960 a 1961, trabajó en el pueblo de Hornostaipil en el distrito de Chernobyl (ahora Ivankiv) de la región de Kiev. El hijo de la artista, Oleksiy Zaretskyi, cree que fue durante esta época cuando ella «descubrió plenamente su lenguaje artístico, no solo el artístico, sino también el componente emocional de la vida». Esta idea se ve respaldada por obras como «Retrato colectivo de campesina», «Gansos» y «Pripyat. Ferry» (todas de 1961).

## Honrando la memoria

### Películas
- Alla Horska, una ucraniana soviética | Más allá de Oriente y Occidente